# Autoroute A 74
Die Autoroute A 74 war eine umgewidmete bzw. geplante französische Autobahn von Lyon nach Saint-Étienne. Der einzig bestehende und bis 1986 als Autoroute A 74 gewidmete Teil ist heute ein Abschnitt auf der Autoroute A 89 bei Balbigny.
Die Planungen der 1990er Jahre zu einer Autoroute A 74 wurden schließlich aufgegeben bzw. flossen in die Planungen der Autoroute A 45 ein. 
Aber auch diese Planungen wurden schließlich 2018 zu den Akten gelegt. 